# Primera quantificació
Una primera quantificació d'un sistema físic és un tractament possiblement semiclàssic de la mecànica quàntica, en què les partícules o objectes físics es tracten mitjançant funcions d'ona quàntica però l'entorn que l'envolta (per exemple un pou potencial o un camp electromagnètic massiu o un camp gravitatori) es tracta de manera clàssica.
No obstant això, aquest no ha de ser el cas. En particular, es pot crear una versió totalment quàntica de la teoria interpretant els camps d'interacció i els seus potencials associats com a operadors de multiplicació, sempre que el potencial estigui escrit en les coordenades canòniques que siguin compatibles amb les coordenades euclidianes de la mecànica clàssica estàndard. La primera quantificació és adequada per estudiar un únic sistema mecànic quàntic (no s'ha de confondre amb un sol sistema de partícules, ja que una única funció d'ona quàntica descriu l'estat d'un únic sistema quàntic, que pot tenir arbitràriament moltes parts complicades i l'evolució del qual ve donada per una sola equació de Schrödinger desacoblada) controlada per aparells de laboratori que es regeixen per la mecànica clàssica, per exemple un voltímetre de moda antiga (un sense dispositius semiconductors moderns, que es basen en la teoria quàntica; però, tot i que això és suficient, és no cal), un termòmetre simple, un generador de camp magnètic, etc.

## Història
Publicat el 1901, Max Planck va deduir l'existència i el valor de la constant que ara porta el seu nom considerant només la llei de desplaçament de Wien, la mecànica estadística i la teoria electromagnètica. Quatre anys més tard, el 1905, Albert Einstein va anar més enllà per dilucidar aquesta constant i la seva profunda connexió amb el potencial d'aturada dels fotons emesos en l'efecte fotoelèctric. L'energia de l'efecte fotoelèctric depenia no només del nombre de fotons incidents (la intensitat de la llum), sinó també de la freqüència de la llum, un fenomen nou en aquell moment, que li valdria a Einstein el Premi Nobel de Física de 1921. Aleshores es pot concloure que aquest va ser un inici clau de la quantització, és a dir, la discretització de la matèria en components fonamentals.
No obstant això, els esdeveniments decisius, que vindrien a denotar l'era de la primera quantificació, van tenir lloc durant els anys vitals que abasten 1925-1928. Simultàniament els autors Born i Jordan el desembre de 1925, juntament amb Dirac també el desembre de 1925, després Schrodinger el gener de 1926, després, Born, Heisenberg i Jordan l'agost de 1926, i finalment Dirac el 1928. Els resultats d'aquestes publicacions van ser 3 formalismes teòrics, 2 dels quals van resultar ser equivalents, el de Born, Heisenberg i Jordan era equivalent al de Schrodinger, mentre que la teoria de Dirac de 1928 va passar a ser considerada com la versió relativista dels dos anteriors. Finalment, val la pena esmentar la publicació de Heisenberg i Pauli l'any 1929, que es pot considerar com el primer intent de "segona quantització", terme utilitzat textualment per Pauli en una publicació de 1943 de l'American Physical Society.
A efectes d'aclariment i comprensió de la terminologia a mesura que va evolucionar al llarg de la història, n'hi ha prou amb acabar amb la principal publicació que va ajudar a reconèixer l'equivalència de la mecànica matricial de Born, Heisenberg i Jordan 1925-1926 amb l'equació d'ona de Schrodinger el 1926. Els treballs recollits i ampliats de John von Neumann van demostrar que les dues teories eren matemàticament equivalents, i és aquesta constatació la que avui s'entén com a primera quantificació.

## Preliminars matemàtics qualitatius
Per entendre el terme primera quantificació primer cal entendre què significa que alguna cosa sigui quàntica en primer lloc. La teoria clàssica de Newton és una equació diferencial no lineal de segon ordre que dona la trajectòria determinista d'un sistema de masses, {\displaystyle m} . L'acceleració, {\displaystyle a}, en la segona llei del moviment de Newton, {\displaystyle F=ma}, és la segona derivada de la posició del sistema en funció del temps. Per tant, és natural buscar solucions de l'equació de Newton que siguin almenys derivables de segon ordre.
La teoria quàntica difereix dramàticament en el fet que substitueix els observables físics com la posició del sistema, el moment en què es fa aquesta observació, la massa i la velocitat del sistema en l'instant de l'observació per la noció d'observables de l'operador. Els operadors com a observables canvien la noció del que és mesurable i posen a la taula la conclusió inevitable de la teoria de la probabilitat de Max Born. En aquest marc de no determinisme, la probabilitat de trobar el sistema en un estat observable particular ve donada per una densitat de probabilitat dinàmica que es defineix com el valor absolut al quadrat de la solució de l'equació de Schrodinger. El fet que les densitats de probabilitat siguin integrables i normalitzables a la unitat implica que les solucions de l'equació de Schrodinger han de ser integrables al quadrat.